# Dirndl

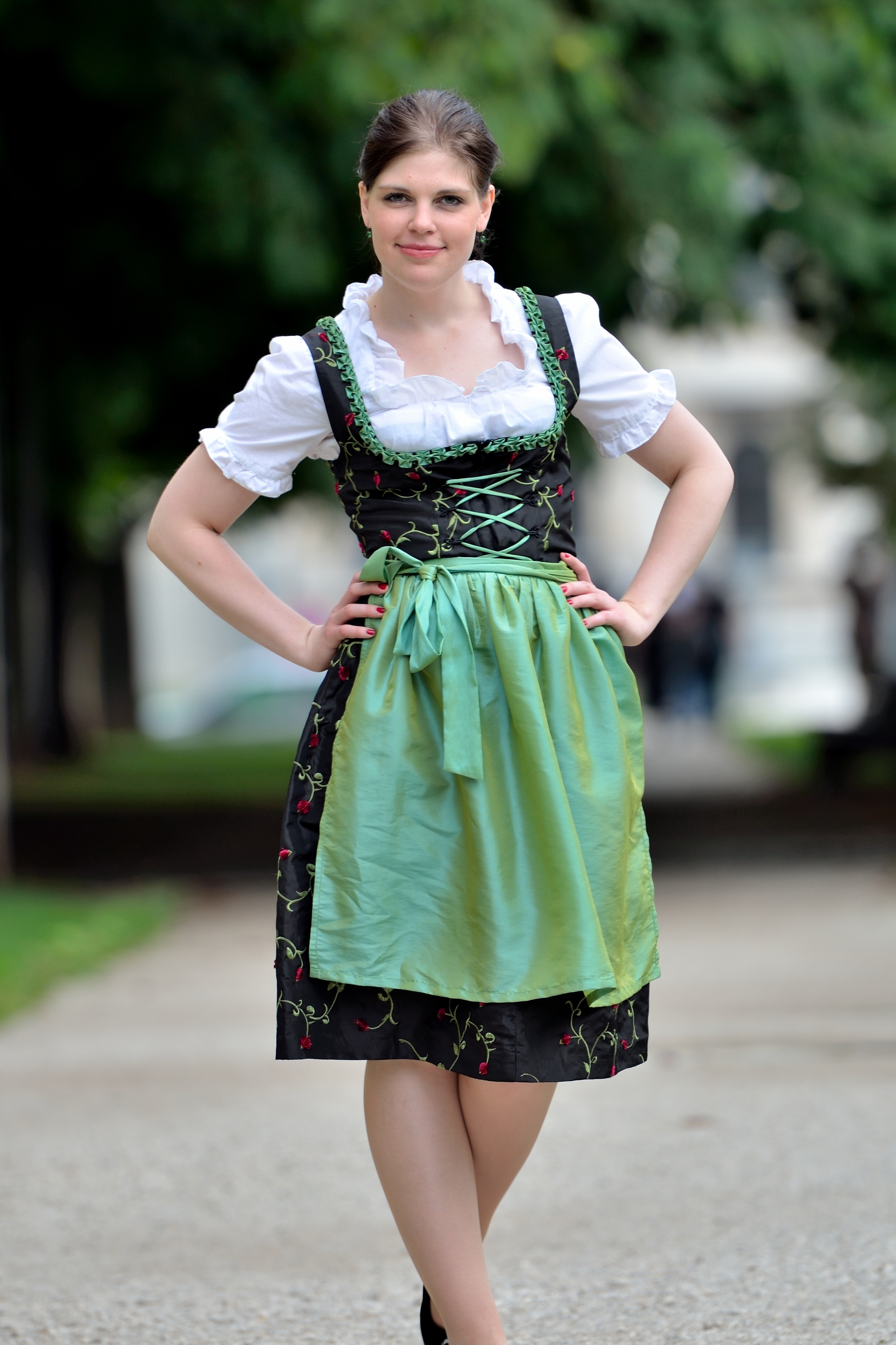
Ung kvinna i dirndl.

Dirndl eller dirndldräkt (tyska: Dirndkleidl, efter sydtyska Dirndl, 'flicka') är en traditionell sydtysk och österrikisk klädsel för kvinnor. Klädsel inspirerad av dirndl eller folkdräkter kallas Landhausmode.
Dirndl består vanligen av kjol eller klänning, blus (ofta vit) och förkläde. Den kan tillverkas i mängder av material, men bomull, lin och siden är vanligast. Dräkten knäpps med blixtlås, hakar och hyskor, olika knappar eller snören.
Dirndl är baserat på allmogens traditionella klädsel i Sydtyskland och Österrike. Parallellt med dirndl finns också folkdräkt (tyska: Tracht) i dessa områden. Folkdräkterna är lokala och varje område har sina varianter. Folkdräkter varieras också för att markera bärarens sociala status. Dirndl saknar däremot sådana varianter. I mer informella sammanhang kan det ändå förekomma att även dirndl kallas för folkdräkt. Dirndl och Landhausmode är vanligt under oktoberfest.